# يان وايت
يان وايت (بالإنجليزية: Ian White)‏ (20 ديسمبر 1935 غلاسكو المملكة المتحدة - ) هو لاعب كرة قدم بريطاني.